# Bułła (wieś)
Bułła (biał. Була; ros. Булла) – wieś na Białorusi, w obwodzie brzeskim, w rejonie iwacewickim, w sielsowiecie Milejki, nad Bulanką.
Znajduje się tu zabytkowa parafialna cerkiew prawosławna pw. św. Jana Chrzciciela.
W dwudziestoleciu międzywojennym miejscowość leżała w Polsce, w województwie poleskim, w powiecie kosowskim/iwacewickim, w gminie Kosów. Po II wojnie światowej w granicach Związku Sowieckiego. Od 1991 w niepodległej Białorusi.